# Hatsukoi shijō shugi
„Hatsukoi shijō shugi” (jap. 初恋至上主義) – dwudziesty drugi singel japońskiego zespołu NMB48, wydany w Japonii 6 listopada 2019 roku przez laugh out loud records.
Singel został wydany w czterech edycjach: trzech CD+DVD (Type A, Type B, Type C) oraz „teatralnej” (CD). Osiągnął 1 pozycję w rankingu Oricon i pozostał na liście przez 14 tygodni. Singel zdobył status złotej płyty.

## Lista utworów
Wszystkie utwory zostały napisane przez Yasushiego Akimoto.

### Type A
| CD | CD                                                                                    | CD                  | CD                   | CD      |
| Nr | Tytuł utworu                                                                          | Kompozycja          | Aranżacja            | Długość |
| -- | ------------------------------------------------------------------------------------- | ------------------- | -------------------- | ------- |
| 1. | „Hatsukoi shijō shugi” (jap. 初恋至上主義)                                            | SoichiroK, Nozomu.S | Yūichi “Masa” Nonaka | 4:03    |
| 2. | „Zenryoku Growing Up” (jap. 全力グローイングアップ) (wyk. Namba Teppō-tai Sono Hachi) | Kazuya Nagami       | Kazuya Nagami        | 3:59    |
| 3. | „Gomen Aisenainda” (jap. ごめん 愛せないんだ) (wyk. Team N)                           | Motoi Okuda         | Motoi Okuda          | 4:26    |
| 4. | „Hatsukoi shijō shugi” (jap. 初恋至上主義) (off vocal ver.)                           | SoichiroK, Nozomu.S | Yūichi “Masa” Nonaka | 4:03    |
| 5. | „Zenryoku Growing Up” (jap. 全力グローイングアップ) (off vocal ver.)                  | Kazuya Nagami       | Kazuya Nagami        | 3:59    |
| 6. | „Gomen Aisenainda” (jap. ごめん 愛せないんだ) (off vocal ver.)                        | Motoi Okuda         | Motoi Okuda          | 4:26    |

| DVD | DVD | DVD     |
| Nr  | Tytuł utworu                                                                                            | Długość |
| --- | --- | ------- |
| 1.  | „Hatsukoi shijō shugi” (jap. 初恋至上主義) (Music Video)                                                |         |
| 2.  | „Hatsukoi shijō shugi” (jap. 初恋至上主義) (Music Video Dancing Version)                                |         |
| 3.  | „Acting tough / Ōta Yūri” (jap. Acting tough／太田夢莉) (Music Video)                                   |         |
| 4.  | „[Tokuten eizō] Acting tough / Ōta Yūri” (jap. 【特典映像】Acting tough／太田夢莉) (Music Video Making) |         |

### Type B
| CD | CD                                                                                    | CD                  | CD                   | CD      |
| Nr | Tytuł utworu                                                                          | Kompozycja          | Aranżacja            | Długość |
| -- | ------------------------------------------------------------------------------------- | ------------------- | -------------------- | ------- |
| 1. | „Hatsukoi shijō shugi” (jap. 初恋至上主義)                                            | SoichiroK, Nozomu.S | Yūichi “Masa” Nonaka | 4:03    |
| 2. | „Zenryoku Growing Up” (jap. 全力グローイングアップ) (wyk. Namba Teppō-tai Sono Hachi) | Kazuya Nagami       | Kazuya Nagami        | 3:59    |
| 3. | „Masshoumen” (jap. 真正面) (wyk. Team M)                                              | Masaomi Kishi       | APAZZI               | 4:13    |
| 4. | „Hatsukoi shijō shugi” (jap. 初恋至上主義) (off vocal ver.)                           | SoichiroK, Nozomu.S | Yūichi “Masa” Nonaka | 4:03    |
| 5. | „Zenryoku Growing Up” (jap. 全力グローイングアップ) (off vocal ver.)                  | Kazuya Nagami       | Kazuya Nagami        | 3:59    |
| 6. | „Masshoumen” (jap. 真正面) (off vocal ver.)                                           | Masaomi Kishi       | APAZZI               | 4:13    |

| DVD | DVD                                                                                                 | DVD     |
| Nr  | Tytuł utworu                                                                                        | Długość |
| --- | --------------------------------------------------------------------------------------------------- | ------- |
| 1.  | „Hatsukoi shijō shugi” (jap. 初恋至上主義) (Music Video)                                            |         |
| 2.  | „Hatsukoi shijō shugi” (jap. 初恋至上主義) (Music Video Dancing Version)                            |         |
| 3.  | „Zenryoku Growing Up” (jap. 全力グローイングアップ) (Music Video)                                   |         |
| 4.  | „[Tokuten eizō] Zenryoku Growing Up” (jap. 【特典映像】全力グローイングアップ) (Music Video Making) |         |

### Type C
| CD | CD                                                                                    | CD                  | CD                   | CD      |
| Nr | Tytuł utworu                                                                          | Kompozycja          | Aranżacja            | Długość |
| -- | ------------------------------------------------------------------------------------- | ------------------- | -------------------- | ------- |
| 1. | „Hatsukoi shijō shugi” (jap. 初恋至上主義)                                            | SoichiroK, Nozomu.S | Yūichi “Masa” Nonaka | 4:03    |
| 2. | „Zenryoku Growing Up” (jap. 全力グローイングアップ) (wyk. Namba Teppō-tai Sono Hachi) | Kazuya Nagami       | Kazuya Nagami        | 3:59    |
| 3. | „Bugendai Knock” (jap. 無限大ノック) (wyk. Team BII)                                  | Kentarō Sonoda      | Kentarō Sonoda       | 3:56    |
| 4. | „Hatsukoi shijō shugi” (jap. 初恋至上主義) (off vocal ver.)                           | SoichiroK, Nozomu.S | Yūichi “Masa” Nonaka | 4:03    |
| 5. | „Zenryoku Growing Up” (jap. 全力グローイングアップ) (off vocal ver.)                  | Kazuya Nagami       | Kazuya Nagami        | 3:59    |
| 6. | „Bugendai Knock” (jap. 無限大ノック) (off vocal ver.)                                 | Kentarō Sonoda      | Kentarō Sonoda       | 3:56    |

| DVD | DVD                                                                                        | DVD     |
| Nr  | Tytuł utworu                                                                               | Długość |
| --- | ------------------------------------------------------------------------------------------ | ------- |
| 1.  | „Hatsukoi shijō shugi” (jap. 初恋至上主義) (Music Video)                                   |         |
| 2.  | „Hatsukoi shijō shugi” (jap. 初恋至上主義) (Music Video Dancing Version)                   |         |
| 3.  | „Yasashisa no inazuma / Danceable!” (jap. やさしさの稲妻／だんさぶる！) (Music Video)      |         |
| 4.  | „[Tokuten eizō] Hatsukoi shijō shugi” (jap. 【特典映像】初恋至上主義) (Music Video Making) |         |

### Wer. teatralna
| CD | CD                                                                                    | CD                  | CD                   | CD      |
| Nr | Tytuł utworu                                                                          | Kompozycja          | Aranżacja            | Długość |
| -- | ------------------------------------------------------------------------------------- | ------------------- | -------------------- | ------- |
| 1. | „Hatsukoi shijō shugi” (jap. 初恋至上主義)                                            | SoichiroK, Nozomu.S | Yūichi “Masa” Nonaka | 4:03    |
| 2. | „Zenryoku Growing Up” (jap. 全力グローイングアップ) (wyk. Namba Teppō-tai Sono Hachi) | Kazuya Nagami       | Kazuya Nagami        | 3:59    |
| 3. | „Acting tough” (wyk. Yūri Ōta)                                                        | Takashi Matsuda     | Takashi Matsuda      | 4:40    |
| 4. | „Hatsukoi shijō shugi” (jap. 初恋至上主義) (off vocal ver.)                           | SoichiroK, Nozomu.S | Yūichi “Masa” Nonaka | 4:03    |
| 5. | „Zenryoku Growing Up” (jap. 全力グローイングアップ) (off vocal ver.)                  | Kazuya Nagami       | Kazuya Nagami        | 3:59    |
| 6. | „Acting tough” (off vocal ver.)                                                       | Takashi Matsuda     | Takashi Matsuda      | 4:40    |

## Skład zespołu
| „Hatsukoi shijō shugi” |
| --- |
| - Team N: Yūri Ōta (środek), Riona Ōta, Chihiro Kawakami, Airi Tanigawa, Haasa Minami, Sae Murase, Akari Yoshida - Team M: Nagisa Shibuya, Miru Shiroma, Momoka Horinouchi, Momone Yasuda - Team BII: Yuki Azuma, Cocona Umeyama, Yūka Katō, Karin Kojima, Keito Shiotsuki, Rei Jōnishi, Ayaka Yamamoto, Mikana Yamamoto |

| „Zenryoku Growing Up” |
| --- |
| - Team N: Ayano Izumi (środek) - Team BII: Nao Shinzawa - Kenkyūsei: Wakana Abe, Rina Kobayashi, Reiko Maeda, Haruka Sadano |

| „Gomen Aisenainda” |
| --- |
| - Team N: Yūmi Ishida, Ayano Izumi, Yūri Ōta, Riona Ōta, Chihiro Kawakami, Nanaho Kawano, Rika Shimizu, Sara Takei, Airi Tanigawa, Rurina Nishizawa, Minami Haasa, Sae Murase, Ayaka Morita, Akari Yoshida |

| „Masshoumen” |
| --- |
| - Team M: Natsuko Akashi, Akari Ishizuka, Anna Ijiri, Mizuki Uno, Narumi Koga, Nagisa Shibuya, Miru Shiroma, Shion Hori, Momoka Horinouchi, Shiori Mizuta, Momone Yasuda, Rina Yamao |

| „Bugendai Knock” |
| --- |
| - Team BII: Yuki Azuma, Cocona Umeyama, Yūka Katō, Karin Kojima, Keito Shiotsuki, Rei Jōnishi, Nao Shinzawa, Mion Nakagawa, Yuzuha Hongō, Suzu Yamada, Ayaka Yamamoto, Mikana Yamamoto |

## Notowania
| Lista                             | Pozycja |
| --------------------------------- | ------- |
| Oricon Weekly Singles Chart       | 1       |
| Oricon Yearly Singles Chart       | 35      |
| Billboard Japan Hot 100           | 1       |
| Billboard Japan Top Singles Sales | 1       |

## Sprzedaż
| Dane wg         | Sprzedaż |
| --------------- | -------- |
| Oricon          | 261 625  |
| Billboard Japan | 316 716+ |